# Helvig Kinch
Helvig Agnete Kinch, född 10 december 1872 i Köpenhamn, död 31 augusti 1956 i Hellerup, var en dansk konstnär.
Hon var dotter till etatsråd Conrad Amsinck och Caroline Amalie Hansen samt gift med arkeologen Karl Frederik Kinch, vars fynd hon ofta dokumenterade.
Kinch studerade vid Tegne- og Kunstindustriskolen for Kvinder 1888–1890 därefter studerade hon vid Kunstakademiets Kunstskole for Kvinder för Viggo Johansen där hon utexaminerades 1894. I utställningssammanhang debuterade hon 1896 på Charlottenborg Forårsudstilling där hon kom att medverka fram till sin död. Hon medverkade även i Kunstnernes Efterårsudstilling, där hon var en flitig deltagare från 1904 samt i ett stort antal separatutställningar Danmark och Sverige. Hon är representerad bland annat på Danmarks Nationalmuseum.
Tillsammans med Marie Henriques grundade hon Kvindelige Kunstneres Samfund 1916 och var föreningens första ordförande. Föreningen stöttades av ett flertal danska konstnärer bland annat Anna Ancher och Anne Marie Carl Nielsen. Föreningens syfte var att få kvinnor representerade i Akademi och utställningskommittéer. I Sverige samarbetade hon under många år med Signe Amundson.  
Hennes konst består av djur, främst hästar, i akvarell eller teckningar samt illustrationer till olika vetenskapliga artiklar. Hon var bland annat en av illustratörerna till sin mans stora verk Fouilles de Vroulia. Kinch var mångsidig och gjorde också lerskulpturer, illustrationer till barnböcker  och broderimönster.
Hon tilldelades Akademiets stipendium 1897, 1899, 1903 och 1912, De Neuhausenske Præmier 1903, Neuhausens Tillægspræmie 1923, Den Sødringske Opmuntringspræmie 1911 och Tagea Brandts Rejselegat 1933.